# Chính quyền Thành phố Đặc biệt Seoul
Chính quyền Thành phố Đặc biệt Seoul là một chính quyền địa phương của Seoul, Hàn Quốc. Thị trưởng được người dân Seoul bỏ phiếu bầu với nhiệm kỳ bốn năm và chịu trách nhiệm điều hành chính quyền thành phố. Chính quyền Thành phố Đặc biệt Seoul giải quyết các công việc hành chính với tư cách là thành phố thủ đô của Hàn Quốc. Do đó, nó mang tính tập trung nhiều hơn so với hầu hết các thành phố khác, trong đó chính quyền chịu trách nhiệm về các cơ sở cải huấn, giáo dục công cộng, thư viện, an toàn công cộng, cơ sở hoạt động giải trí, vệ sinh môi trường, hệ thống cấp thoát nước, các dịch vụ phúc lợi.
Chính quyền thành phố có 5 sở, 32 cục và 107 đơn vị trực thuộc. Trụ sở chính được đặt tại tòa thị chính Seoul ở Taepyeongno, Jung-gu, Seoul. Chính quyền bắt đầu hoạt động vào ngày 28 tháng 9 năm 1946 với tên gọi Chính quyền Thành phố Seoul (Seoul City Government), sau đó trở thành Chính quyền Thành phố Đặc biệt Seoul (Seoul Metropolitan Government) vào ngày 15 tháng 8 năm 1949. Chính quyền Thành phố Đặc biệt Seoul có một thị trưởng và ba phó thị trưởng, trong đó một người phụ trách các vấn đề chính trị và hai người còn lại phụ trách các vấn đề hành chính. Seoul được chia thành 25 quận (gu) và 522 phường (dong).
Viện Seoul (The Seoul Institute - SI) là cơ quan tư vấn và nghiên cứu chính sách cho thành phố, được thành lập vào năm 1992 bởi Chính quyền Thành phố Đặc biệt Seoul. Cơ quan này trước đây được gọi là Viện Phát triển Seoul (The Seoul Development Institute - SDI). SI tham gia hỗ trợ quá trình hoạch định chính sách của chính quyền thành phố bằng cách thực hiện các nghiên cứu chuyên sâu, hợp tác với các viện nghiên cứu trong và ngoài nước. SI tìm cách hợp tác và giao tiếp với người dân Seoul "để đảm bảo tính hợp lệ của các nghiên cứu chính sách khác nhau của họ".

## Công bố thông tin
Năm 2011, khi Chính quyền 2.0 vẫn còn là một khái niệm mới đối với nhiều người, thị trưởng thứ năm được bầu của thành phố Seoul là ông Wonsoon Park, đã đưa ra nhiều chính sách thúc đẩy dân chủ dựa trên sự tham gia của người dân sau khi ông nhậm chức. Là một trong những chương trình nghị sự quan trọng, ông đề xuất mô hình Quản trị Chính quyền 2.0, dựa trên các khái niệm về 'Giao tiếp, Hợp tác, Tham gia', khi ông thiết lập nền tảng để thúc đẩy sự tham gia của người dân vào quản lý thành phố, và tìm cách cung cấp tất cả thông tin hành chính của thành phố thông qua Quảng trường Truyền thông Thông tin.

### Chỉ dẫn của Chính sách Công bố Thông tin
Thành phố Seoul tiết lộ tất cả thông tin hành chính của mình ngoại trừ những thông tin được chỉ định là bí mật theo quy định của pháp luật. Thông qua chính sách này, thành phố đề cao quyền được thông tin của người dân, nâng cao tính minh bạch trong quản lý hành chính cũng như đề cao trách nhiệm giải trình. Ngoài ra, thông qua Quảng trường Truyền thông Thông tin của thành phố, chính quyền thu thập và trả lại các thông tin hành chính khác nhau cho người dân.

### Quảng trường Truyền thông Thông tin Seoul (Seoul Information Communication Plaza)
Để thực hiện thành công Dự án Khỏa thân, Thành phố Seoul đã thiết lập hệ thống công bố tài liệu và Quảng trường Truyền thông Thông tin theo cách thức sáng tạo để tiết lộ thông tin hành chính một cách tự động, đồng thời cho phép người dân truy cập thông tin dễ dàng hơn thông qua điện thoại thông minh và các thiết bị khác. Nhờ đó, thông tin hành chính của thành phố ngày càng được cung cấp hiệu quả và thiết thực hơn.

### Dịch vụ tài liệu yêu cầu phê duyệt nội bộ
Quảng trường Truyền thông Thông tin cung cấp các tài liệu yêu cầu phê duyệt nội bộ thuộc các lĩnh vực khác nhau do Thành phố Seoul tạo ra. Đặc biệt, ngoài văn phòng chính của Tòa thị chính và các Tổ chức Kinh doanh của thành phố, người dùng có thể truy cập thông tin của 25 quận và các tổ chức khác do thành phố tài trợ, cho phép truy cập thông tin chi tiết mà người dân yêu cầu. Ngoài ra, phần 'Thông tin Hội đồng' (Council Information) cung cấp thông tin về hội họp do Thành phố Seoul tổ chức từ lịch trình các cuộc họp đến các biên bản. Phần 'Chính sách của Seoul' (Policies of Seoul) cung cấp thông tin về các dự án trọng điểm của chính quyền thành phố và các dự án lớn liên quan đến các khoản đầu tư hơn 10 tỷ won. Điều này rất hữu ích cho những ai muốn tìm hiểu thông tin hoặc tình trạng của các dự án xây dựng do thành phố thực hiện.